# Alpha Jet
Der Alpha Jet ist ein zweistrahliges Schulflugzeug und leichter Jagdbomber, insbesondere für Luftnahunterstützung. Er entstand aus einer Kooperation zwischen Deutschland und Frankreich Anfang der 1970er Jahre.

## Geschichte
Die Wurzeln des Alpha Jets reichen bis in die 1960er Jahre zurück. Ende jenes Jahrzehnts spielte die deutsche Luftwaffenführung mit dem Gedanken, die Ausbildung von Kampfpiloten wieder nach Europa zu holen, statt diese der US Air Force zu überlassen. In diese Überlegungen floss auch mit ein, dass die Luftwaffe mit den Fliegerhorsten Decimomannu (Militärflugplatz Decimomannu) auf Sardinien und Beja (Base Aérea de Beja) in Portugal bereits zwei Flugplätze betrieb, die sich durch ihre Lage und Wetterbedingungen eigneten, eine genau planbare Ausbildung zu gewährleisten. Zum anderen wurde nach einem Nachfolger für die Fiat G.91 gesucht, der als leichter Jagdbomber in den Leichten Kampfgeschwadern (LeKG) die mit F-104 Starfighter ausgestatteten Jagdbombergeschwader unterstützen sollte.
Gleichzeitig suchte die französische Armée de l’Air einen Nachfolger für die Fouga Magister, die für die Grundschulung ihrer Jetpiloten genutzt wurde; ursprünglich war die SEPECAT Jaguar als Waffentrainer gedacht gewesen, wurde dann aber zum reinen Einsatzflugzeug weiterentwickelt, sodass die jungen Piloten von der scherzhaft Mäusekiller genannten und nicht mehr zeitgemäßen Magister auf ihr Einsatzmuster wechseln mussten.
Diese Vorüberlegungen führten dazu, dass sich am 2. Juli 1968 die jeweiligen Inspekteure der Luftwaffe Deutschlands und Frankreichs, Generalleutnant Johannes Steinhoff und General François Maurin, und Ende des Jahres die für Ausrüstung verantwortlichen Führungskräfte der Luftstreitkräfte trafen und Vorarbeiten in die Wege leiteten. Gleichzeitig wurde eine Regierungsvereinbarung erarbeitet, und am 1. Mai 1969 wurde das Projekt von den Verteidigungsministern der beiden Länder gestartet.

### Entwicklung
Nachdem die Spezifikationen festgelegt waren (u. a. Startgewicht geringer als 4,5 Tonnen, gutmütig, zwei Triebwerke), wurden bis zum 1. Februar 1970 Studien der Industrie angefordert. Drei Konsortien reichten Entwürfe ein, neben Messerschmitt-Bölkow-Blohm/SNIAS und Dassault/Dornier beteiligte sich auch VFW/Fokker. Allerdings wurde deren Studie nicht berücksichtigt, da sie sich nicht an die offizielle Ausschreibung anlehnte und überdies nach Ablauf der Frist eingeschickt worden war. Breguet hatte ursprünglich zusammen mit Dornier einen Entwurf eingereicht (TA 501, für Trainer/Attack), war aber 1970 von Dassault gekauft worden und kein eigenständiges Unternehmen mehr.
1972 gaben die beiden beteiligten Staaten vier Prototypen sowie einen fünften Rumpf für Bruchtests in Auftrag. Für die Triebwerke kam das französische Unternehmen SNECMA zum Zuge, für die deutschen Maschinen wurden die Triebwerke aber von MTU und Klöckner-Humboldt-Deutz gefertigt, um den festgelegten Entwicklungs- und Fertigungsanteil von jeweils 50 Prozent zu erreichen.

### Erprobung
Der Erstflug des Alpha Jets fand am 26. Oktober 1973 auf dem französischen Flugplatz Istres statt. Der von Dassault gefertigte Prototyp P01 wurde dabei vom Dassault-Testpiloten Jean-Marie Saget geflogen. Am 9. Januar 1974 folgte in Oberpfaffenhofen mit P02 der erste von Dornier gefertigte Alpha Jet, Pilot war hier Dieter Thomas. Für die Flugerprobung wurden von den vier Versuchsmustern etwa 1350 Flugstunden erflogen. Am 23. Juni stürzte der letzte Prototyp P04 ab, nachdem er beim Durchstarten ein Fangnetz berührt hatte. Auf das Programm hatte dieser Unfall, bei dem beide Piloten ums Leben kamen, allerdings keinen Einfluss.

### Auslieferung
Nach dem Abschluss der Testphase begann 1975 die Serienfertigung. Mit Belgien hatte mittlerweile ein weiteres Land Interesse am Alpha Jet gezeigt und 33 Maschinen bestellt. Die erste von 200 für Frankreich bestimmten Serienmaschinen der Version Alpha Jet E (für Ecole, Schulung) hob am 4. November 1977 ab, das erste Exemplar für Luftnahunterstützung, die deutsche Version Alpha Jet A (für Appui, Unterstützung), am 12. April 1978. Belgien erhielt die Version Alpha Jet 1B. Für die Bundesrepublik wurden 175 Maschinen gefertigt.
Für Exportkunden bot Frankreich den Alpha Jet MS2 an, der an Ägypten, die Elfenbeinküste, Kamerun, Marokko, Nigeria, Katar und Togo geliefert wurde. Die Exportversion wurde mit stärkeren Triebwerken und der Fähigkeit, moderne Waffen wie Luft-Luft-Raketen zur Selbstverteidigung zu tragen, kampfwertgesteigert. Flugzeuge der ägyptischen Luftstreitkräfte wurden auf Alpha-Jet-2-Standard aufgerüstet, mit mehr Schub und einer Anzahl verbesserter elektronischer Geräte.
Das deutsche Modell war mit fortgeschrittenerer Technologie als das französische ausgestattet, es besaß ein Head-up-Display und Vorrichtungen für elektronische Gegenmaßnahmen.
Bei der Bundeswehr gab es auch die Überlegung, den Alpha Jet wegen seiner Beweglichkeit und guten Langsamflugeigenschaften als Abfangjäger zur Bekämpfung anfliegender Hubschrauber einzusetzen. Die Studien und Versuche zeigten, dass mit einer nachzurüstenden Panzerung und speziellen Tiefflugverfahren gute Erfolge zu erzielen gewesen wären, jedoch die Alarmierung und der Anflug von Flugplätzen der schnell wechselnden Situation auf dem Gefechtsfeld nicht gerecht werden konnte.
Die Lancier ist ein von den Franzosen entwickeltes Angriffs- und Antischiffsmodell, das mit Radar und anderen Sensoren ausgestattet ist, ebenso wie mit der Fähigkeit, Seezielflugkörper, fortgeschrittene freifallende Bomben oder lasergesteuerte Modelle mit sich zu führen.
Der Export des Alpha Jets wurde hauptsächlich von Dassault betrieben. Trotz einiger Erfolge im arabischen Raum und in Afrika war der Markt für Trainer und leichte Erdkampfflugzeuge begrenzt. Einige Ausschreibungen verlor er aus politischen Gründen (Indien) oder aber wegen der höheren Kosten von zwei Triebwerken gegen die britische BAE Hawk. Daran konnten auch Vorschläge für verbesserte Versionen mit moderner Avionik nichts ändern. Nach den letzten Aufträgen Anfang der 1980er Jahre wurde die Produktion eingestellt.

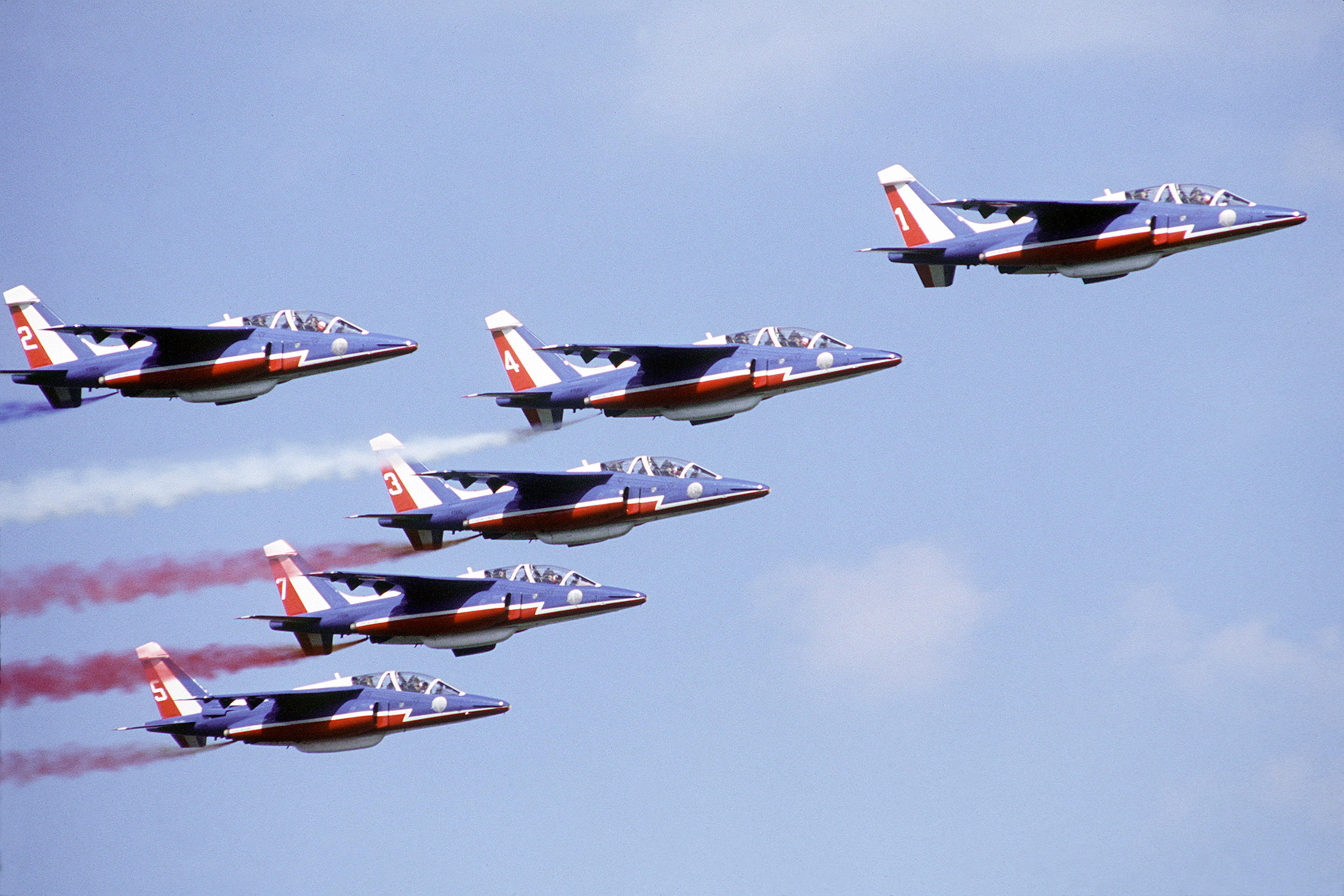
Alpha Jet der Patrouille de France

Am 16. September 1980 wählte das französische Kunstflugteam Patrouille de France den Alpha Jet als Nachfolger für die Fouga Magister. Auch das portugiesische Kunstflugteam Asas de Portugal fliegt den Alpha Jet.
Bekannt wurde das Flugzeug auch durch die Verlegung von 18 deutschen Alpha Jets der Allied Command Europe Mobile Force während des Zweiten Golfkrieges im Januar 1991 im Rahmen der NATO-Operation Ace Guard in die Türkei.
Am 21. Mai 2008 feierten die französischen und belgischen Luftstreitkräfte in Cazaux die 1.000.000 Flugstunde des Alpha Jets.

#### Einsatz bei der Luftwaffe
Der Alpha Jet A wurde 1979 in der Luftwaffe in Dienst gestellt. Verbände waren das Jagdbombergeschwader (JaboG) 41 in Husum, das JaboG 43 in Oldenburg, das JaboG 49 in Fürstenfeldbruck, das als erster und letzter Verband dieses Muster flog (zuletzt als Fluglehrgruppe Fürstenfeldbruck) und das Ausbildungskommando in Beja (Portugal). Letzteres wäre im Verteidigungsfall mit Teilen des Luftwaffenversorgungsregiments 3, des Jagdbombergeschwaders 49 und der Fliegerhorstgruppe Leipheim zum JaboG 44 umgegliedert worden.
Nach der Wiedervereinigung der beiden deutschen Staaten musste Deutschland aufgrund der KSZE-Verträge die Anzahl der Flugzeuge der Bundeswehr verringern. Anfang der 1990er Jahre wurde der Alpha Jet bei der Luftwaffe ausgemustert. Nur die Fluglehrgruppe in Fürstenfeldbruck betrieb den Alpha Jet noch in der taktischen Grundausbildung der zukünftigen Tornado-Besatzungen bis zum 30. Juni 1997.

#### Einsatz in Thailand
Im Jahr 1999 wollte die Royal Thai Air Force (RTAF) 55 Alpha Jets erwerben, die ab Flugplatz Fürstenfeldbruck von Deutschland angeboten wurden. Überführung und Transport, Überholung und Flugklarstellung wollte die RTAF selbst in Thailand in Kooperation und mit Unterstützung der Fairchild Dornier übernehmen. Der Kaufpreis war dementsprechend verringert worden. Durch politischen Druck der Vereinigten Staaten wurden jedoch nur 25 Alpha Jets erworben und ebenso viele General Dynamics F-16 aus den USA. Im Rahmen der von Konkurrenzdenken geprägten Diskussionen der US-amerikanischen Lobby in Thailand, die letztlich auch im thailändischen Parlament geführt wurden, zog man auch die Kosten der Grundüberholung der Alpha Jets heran, die wegen der Einmal-Investitionen für eine auf die Dauer aber rentable Werft im Lande den Kaufpreis überstiegen. Die amerikanischen Befürworter wollten letztlich damit auch die Beschaffung der 25 Alpha Jets verhindern. Ebenso wollten die USA nicht, dass sich Thailand eine nationale Flugzeugwerft aufbaute. Letzteres wurde auch erreicht, da die Alpha Jets in Deutschland überholt wurden.
Die Alpha Jets A wurden im September 2000 von der 231. Staffel übernommen. Die 231. Staffel gehört zur 23. Wing und auf der RTAFB Udon Thani stationiert. Nur 20 Maschinen wurden flugtüchtig gemacht, während die letzten sechs als Ersatzteilspender dienen. Die RTAF hat alle aktiven Alpha Jets in den Jahren von 2004 bis 2007 mit Düppelwerfern im Heck ausgerüstet und die Flügelstationen verändert, sodass auch AIM-9 Sidewinder mitgeführt werden können. Die F-16 aus den USA wurden auf der RTAFB Takhli und RTAFB Korat stationiert.

## Versionen

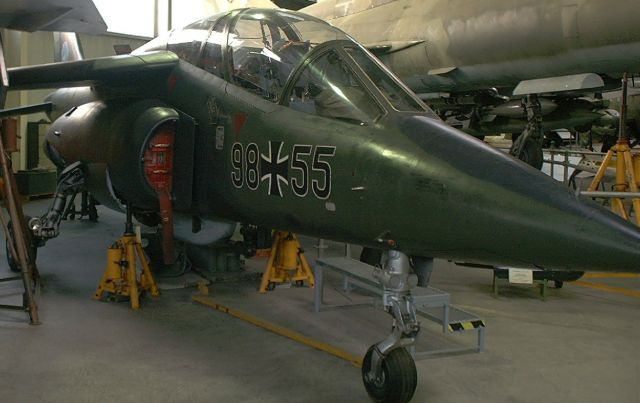
Alpha Jet A der Luftwaffe

- Alpha Jet A: Luftnahunterstützungsvariante (Appui Tactique) für die Luftwaffe. 175 bei Dornier gebaut.
- Alpha Jet 1B: In Belgien montierte Trainerversion.
- Alpha Jet E: Trainerversion (Ecole) für die Armée de l’air, Basis für die meisten Exportmodelle.
- Alpha Jet MS1: Trainerversion für Ägypten.
- Alpha Jet MS2: Verbesserte Erdkampfversion für Ägypten (Erstflug 1982).
- Alpha Jet NGEA: Weiter verbesserte Erdkampfversion auf Basis der MS2 für Kamerun.
- Alpha Jet 2: Neue Bezeichnung für NGEA.
- Alpha Jet 3: Von Dassault vorgeschlagene modernisierte Trainerversion mit neuen Cockpits, in die je zwei große Farbdisplays eingebaut werden sollten. Keine Kunden.
- Alpha Jet Lancier: Jagdbomberversion mit Systemen ähnlich dem Alpha Jet 3 sowie FLIR und EloKa-Ausrüstung. Keine Kunden.
- Alpha Jet TST: Versuchsflugzeug. Ein Prototyp wurde mit Transsonik-Tragflächen von Dornier ausgerüstet und hob erstmals am 12. Dezember 1980 ab.
- VTX-TS: Zusammen mit Lockheed versuchte man Anfang der 1980er Jahre, den Alpha Jet an die US Navy zu verkaufen. Den Wettbewerb gewann die BAE Hawk.

## Kunden

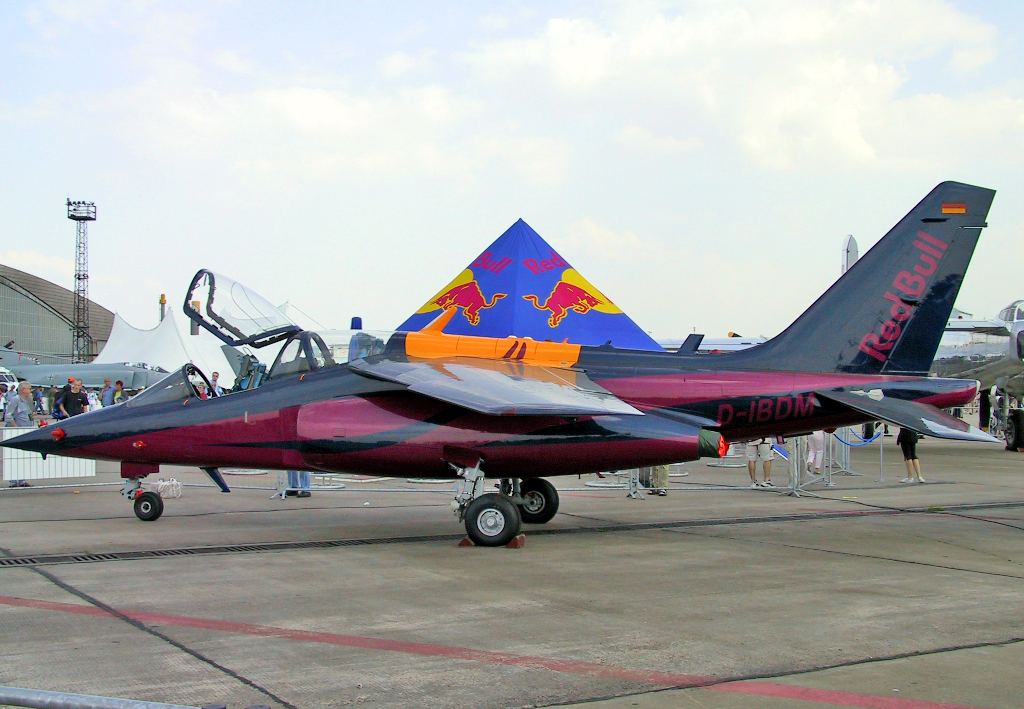
Alpha Jet von Red Bull auf der ILA 2002

Einschließlich der Prototypen wurden 508 Alpha Jets gebaut. Die Kunden waren:
 Ägypten
Luftstreitkräfte: 45. davon 30 MS1 und 15 MS2. Ein Teil wurde in Helwan gebaut, bestellt 1981/82, im Einsatz bei der 57. und 58. Squadron in Kairo-Almaza und bei einer weiteren Staffel in El Minya.
 Belgien
Luftkomponente: 33 Alpha Jet E (Trainer), in Dienst von Oktober 1974 bis Oktober 2018, einige Exemplare wurden bis Anfang 2020 noch durch Frankreich auf der Base aérienne 120 Cazaux, bis 2018 Standort der franko-belgischen Advanced Jet Pilot Training School (AJeTS), weitergenutzt.
 Deutschland
Luftwaffe: 175 Alpha Jet A (Luftnahunterstützungsversion), früher im Dienst bei den JaboG 41, 43 und 49, zwischen 1993 und 1997 außer Dienst gestellt.
 Elfenbeinküste
Luftstreitkräfte: 12 Alpha Jet E. Bestellt im Oktober 1977, stationiert in Bouaké, jetziger Status unbekannt.
 Frankreich
Armée de l’air: 176 Alpha Jet E (Trainer). Verwendet bei der ETO 01.008 „Saintonge“ und ETO 02.008 „Nice“ in Cazaux sowie der EAC 01.314 „Jean Langlet“, EAC 02.314 „Henri Jeandet“, EAC 03.314 „Henri Arnaud“, ECA 04.314 „Martin le Meslee“ und EAC 06.314 „Jean Maridor“ auf der Base aérienne 705 Tours und der Patrouille de France stationiert auf der Base aérienne 701 Salon-de-Provence, die letzten als Trainer genutzten Jets wurden 2023 außer Dienst gestellt, 2024 für die Ausbildung ukrainischer Piloten durch die französische Luftwaffe reaktiviert
 Kamerun
L' Armée de l’Air du Cameroun: 7 Alpha Jet NGEA. Bestellt im Januar 1981. In Garoua stationiert.
 Katar
Air Force: 6 Alpha Jet E. Vertrag im Dezember 1979 unterzeichnet, bei der No. 11 Close Support Squadron auf der Al Udeid Air Base im Dienst.
 Marokko
Luftwaffe: 24 Alpha Jet E. Bestellt im Februar 1978, im Einsatz bei der Kampfflugzeugpilotenschule in Meknès.
 Nigeria
Nigerian Air Force: 34, 28 in Deutschland gebaute Alpha Jet E. bestellt im Dezember 1978, 6 weitere gebrauchte ehemals französische Alpha Jet E 2024 zur Verstärkung der zu diesem Zeitpunkt auf 8 flugtaugliche Exemplare geschrumpften Bestandsflotte erworben (6 weitere Exemplare wurden als Ersatzteilspender miterworben), stationiert in Kainji
 Togo
Luftstreitkräfte: 6 Alpha Jet E. Bestellt im Mai 1977, stationiert in Niamtougou.
Als Deutschland seine Alpha Jets 1993 außer Dienst stellte, wurden 168 Gebrauchtflugzeuge verfügbar. Davon wurden drei an zivile Museen abgegeben, 32 behielt die Bundeswehr für Ausbildungs- und Ausstellungszwecke. Der Rest ging an:
 Kanada
Top Aces Inc. (früher bekannt als Discovery Air Defence), Airborne Training Services im Laufe der Jahre für die Royal Canadian Air Force, die Royal Australian Air Force in RAAF Base Williamtown und auch die deutsche Luftwaffe in Wittmund: 20
 Portugal
Força Aérea Portuguesa: 50. Im Einsatz bei den Staffeln 103 und 301 in Base Aérea de Beja; im Januar 2018 außer Dienst gestellt
 Schweiz
RUAG: 22. Fairchild Dornier am Flugplatz Oberpfaffenhofen übernahm eine Anzahl Maschinen für den möglichen Weiterverkauf. Nach deren Insolvenz gehören sie nun der RUAG Aerospace.
 Thailand
Royal Thai Air Force: 25. 19 fliegen aktiv, der Rest dient als Ersatzteillager. Im Dienst beim No 23 Wing / No. 231 Squadron in Udon Thani.
 Vereinigtes Königreich
QinetiQ: 12. Von der damaligen DERA 1999 für Testaufgaben gekauft, sechs wurden flugfähig gemacht, waren stationiert in MoD Boscombe Down.
Zivile Eigner:
Red Bull in Österreich
Der österreichische Energiedrink-Hersteller kaufte acht Jets für Airshow-Darbietungen der Flying Bulls.
Verschiedene in den USA
Sieben Alpha Jet sind in die USA verkauft worden, darunter einer an den bekannten Automobilmanager Bob Lutz, der diesen privat nutzt und zwei an die Air USA, die im Auftrag der USAF Hochwertschulungen veranstaltet.
Im Auftrag der USAF wird auf der Edwards Air Force Base mit zwei Alpha Jets geprüft, ob sich dieser Flugzeugtyp für Unterstützungsaufgaben im Flugtestbetrieb eignet. Sie sollen die F-16 ergänzen, die für diese Aufgabe nicht in der erforderlichen Zahl zur Verfügung steht. Die Flugzeuge werden von den zwei zivilen Unternehmen, Modern Technology Solutions und Gauntlet Aerospace, gestellt.
Seit 2008 besitzt Google einen Alpha Jet, der auf dem NASA-Gelände in Moffett Field steht. Er soll zum Unterstützen von NASA-Missionen eingesetzt werden und zum Training der Piloten des Unternehmens. Das Flugzeug wurde für den zivilen Gebrauch modifiziert. Unter anderem wurden die Lärmemissionen reduziert.

## Technische Daten
| Kenngröße              | Daten des Alpha Jet A                                                                                            |
| ---------------------- | --- |

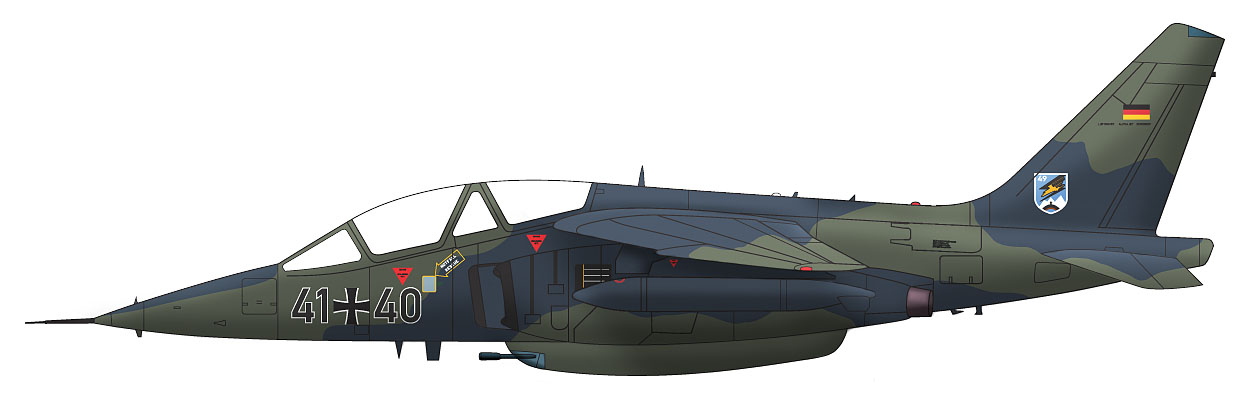
Alpha Jet des JaBoG 49

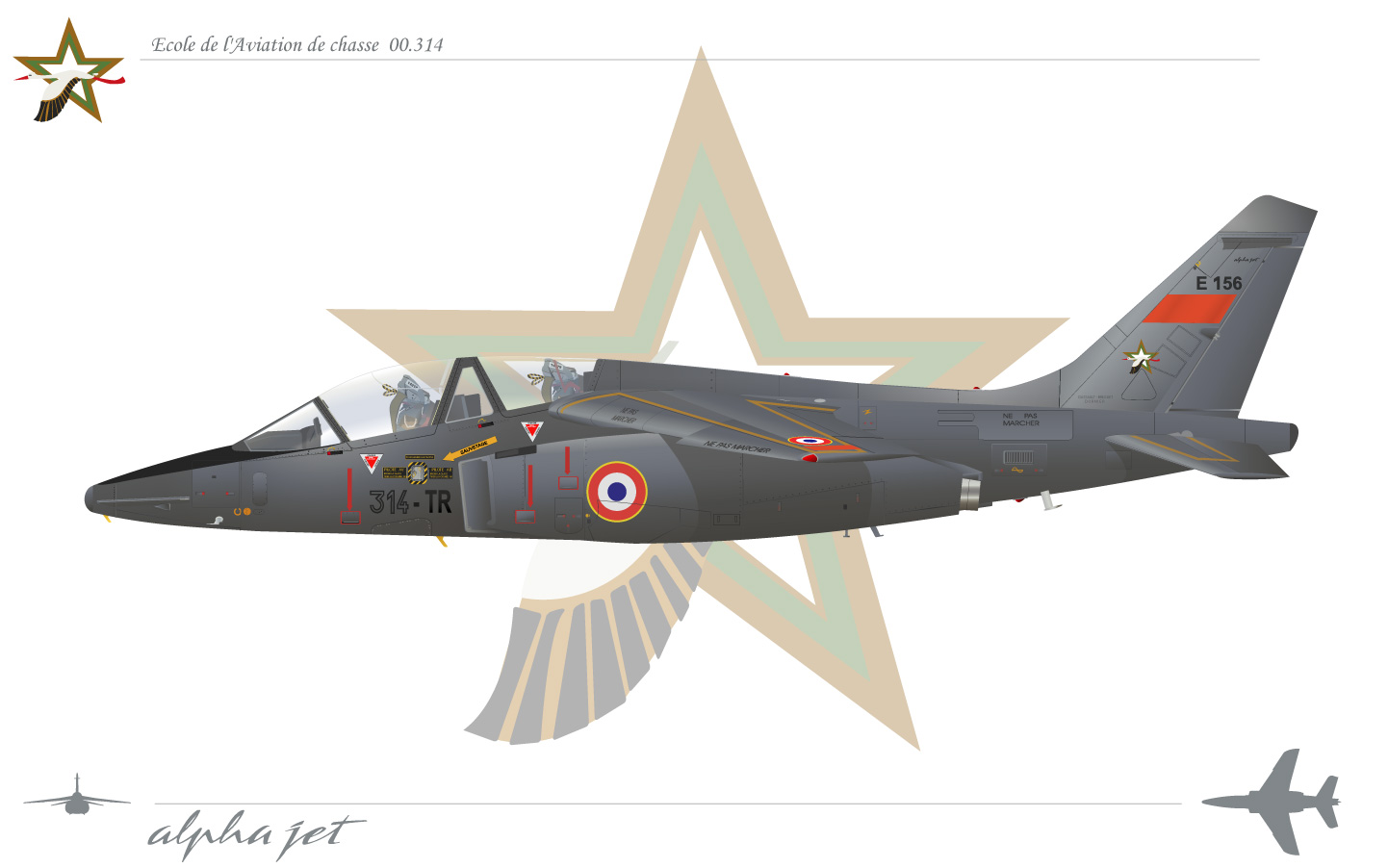
Alpha Jet der Armée de l’air

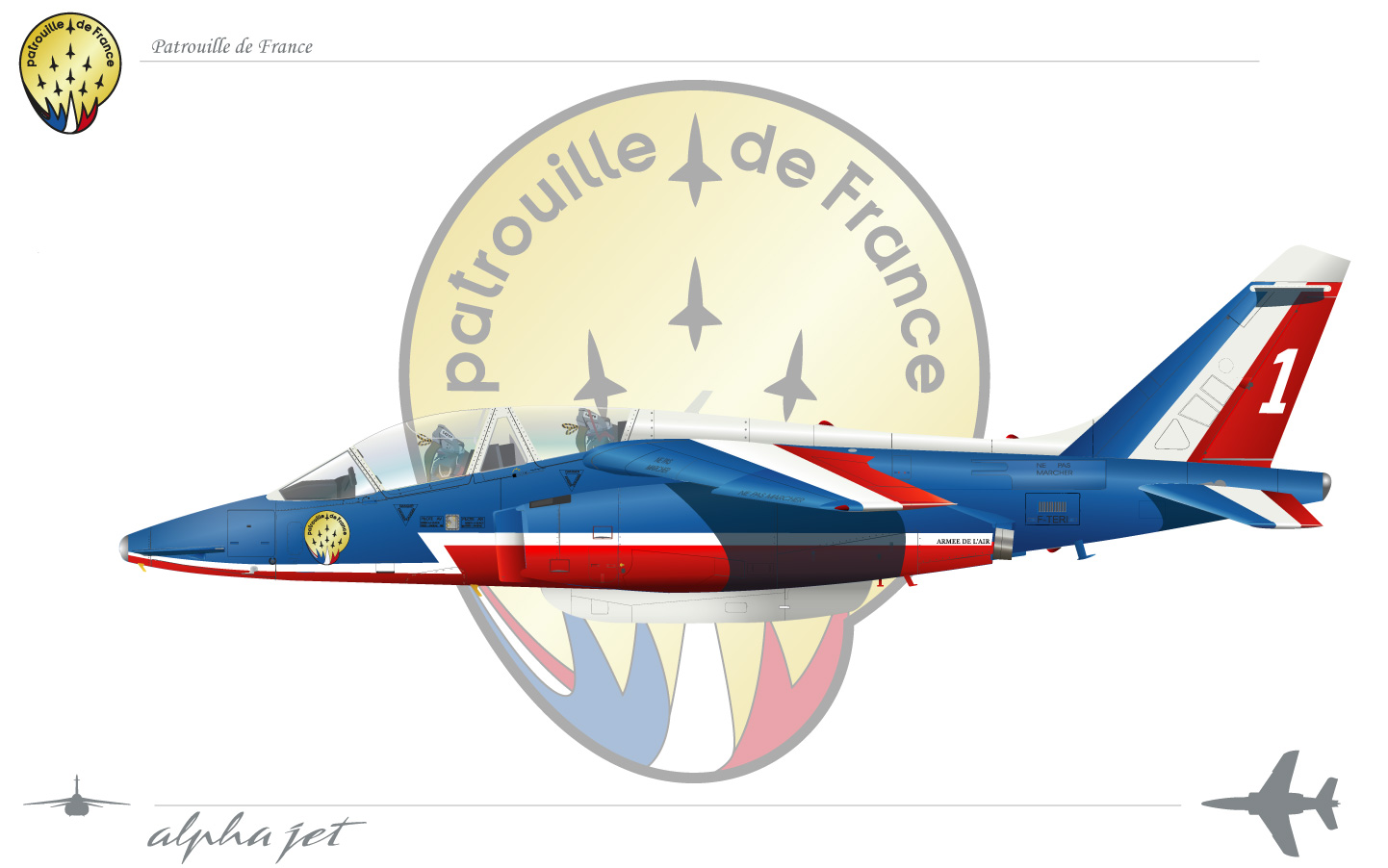
Alpha Jet der Patrouille de France

Dreiseitenriss

| Typ                    | einsitziges leichtes Angriffs- und Aufklärungskampfflugzeug zweisitziges Schulflugzeug zur taktischen Ausbildung |
| Länge                  | 12,47 m |
| Spannweite             | 9,11 m |
| Höhe                   | 4,19 m |
| Flügelfläche           | 17,5 m² |
| Flügelstreckung        | 4,7 |
| Spurweite              | 2,71 m |
| Radstand               | 4,72 m |
| Leermasse              | 3515 kg |
| max. Startmasse        | 8000 kg |
| Treibstoffkapazität    | 1900 l (intern) 895 l (extern)                                                                                   |
| max. Außenlast         | über 2500 kg |
| Triebwerke             | zwei Mantelstromtriebwerke Snecma-Turbomeca-Larzac-04-C20 mit je 14,12 kN Schub                                  |
| Höchstgeschwindigkeit  | Mach 0,85 (auf 10.000 m Flughöhe) ca. 1000 km/h (auf Meereshöhe)                                                 |
| Dienstgipfelhöhe       | 14.630 m |
| max. Steigrate         | 57 m/s |
| Einsatzradius          | 540 km (Trainer)                                                                                                 |
| Überführungsreichweite | 2940 km (mit zwei Zusatztanks)                                                                                   |
| Einsatzdauer           | bis zu 3,5 h |
| Startrollstrecke       | 410 m |
| Landerollstrecke       | 610 m |
| Lastvielfache          | +8,6/−6,4g |

## Bewaffnung
Kampfmittel bis zu 2200 kg an vier Außenlaststationen (Jagdbomber vier / Trainer zwei) unter den Tragflächen
Luft-Luft-Lenkflugkörper
- 2 × Lance Missile Type 2255-Startschienen für je 1 × Matra R.550 „Magic 1/2“ – infrarotgesteuert für Kurzstrecken
- 2 × LAU-7/A-Startschienen für je 1 × Philco-Ford AIM-9P „Sidewinder“ – infrarotgesteuert für Kurzstrecken

Luft-Boden-Lenkflugkörper
- 1 × Aérospatiale AM-39 „Exocet“ – radar-endphasengelenkter Seezielflugkörper
- 2 × LAU-117A-Startschiene für je eine Raytheon AGM-65A/B „Maverick“ – infrarot- oder tv-gesteuert

Ungelenkte Luft-Boden-Raketen
- 4 × Matra F1-Raketen-Rohrstartbehälter für je 36 × ungelenkte SNEB-Luft-Boden-Raketen; Kaliber 68 mm
- 4 × Matra F4-Raketen-Rohrstartbehälter für je 18 × ungelenkte SNEB-Luft-Boden-Raketen; Kaliber 68 mm
- 4 × LAU-5003-Raketen-Rohrstartbehälter für je 19 × ungelenkte CRV7-Luft-Boden-Raketen; Kaliber 70 mm / 2,75"
- 4 × Forges in Zeebrugge LAU-51/A Mod-1-Raketen-Rohrstartbehälter für je 19 × ungelenkte DM28/44‑Luft-Boden-Raketen; Kaliber 70 mm / 2,75 inch[16]

Ungelenkte Bomben
- 2 × Doppelbombenrack für je 2 × Société des Ateliers Mécaniques de Pont-sur-Sambre (SAMP) EU2 (250-kg-Freifallbombe; analog Mk.82)
- 2 × Bombenrack Dafaut AUF-2 für je 2 × Matra/Thomson-Brandt BLG 66 „Belouga“ (305-kg-Streubombe)
- 2 × Doppelbombenrack für je 2 × Matra „Durandal“ (BLU-107) (raketengetriebene 219-kg-Anti-Startbahn-Bombe)
- 2 × Doppellastträger für je 2 × Hunting Engineering BL755 (264-kg-Panzerbekämpfungs-Streubombe mit 7 × 21 Bomblets)
- 2 × 14-3-M2-Waffenträger mit 2 × 9 Thomson-Brandt BAT-120 (34-kg-Splitterbombe)
- 2 × 14-3-M2-Waffenträger mit 2 × 9 Thomson-Brandt BAP-100 (32,5-kg-Anti-Startbahn-Bombe)

Zusatzbehälter
- 1 × BK-27-Kanonenbehälter unter dem Rumpf mit 1 × 27-mm-Revolver-Maschinenkanone Mauser BK-27 F 01 mit 150 Schuss Munition
- 1 × Dassault-Kanonenbehälter mit 1 × 30-mm-Revolver-Maschinenkanone M550 F3 DEFA mit 150 Schuss Munition
- 2 × abwerfbarer Zusatztank für je 310 Liter Kerosin

## Alpha Jet A in Museen
- Flugausstellung Hermeskeil

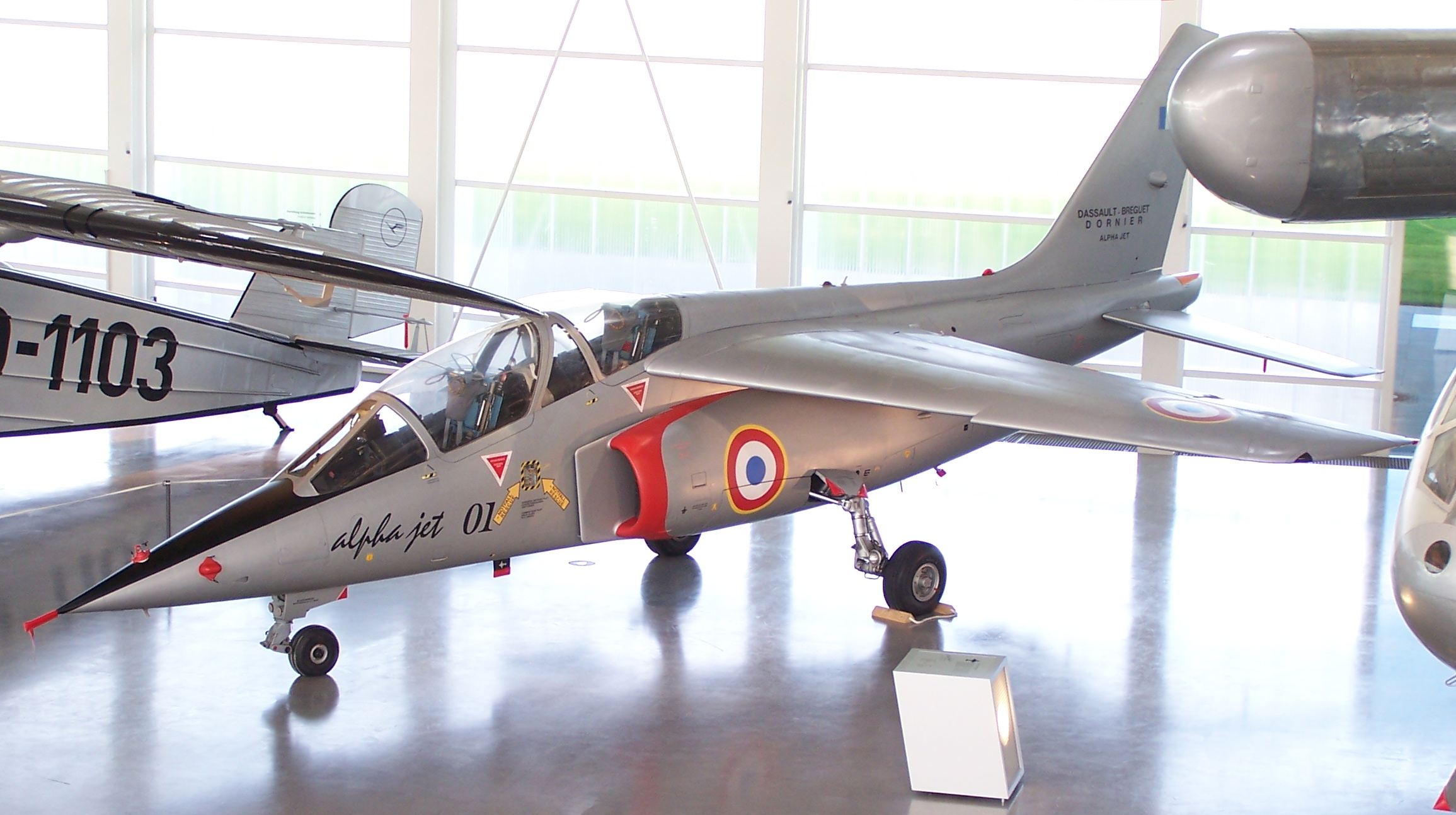
Alpha Jet A 41+05 als Prototyp P01 im Dornier-Museum

- Wehrtechnische Studiensammlung Koblenz
- Dornier-Museum in Friedrichshafen
- Militärhistorisches Museum Flugplatz Berlin-Gatow
- Hangar-7 in Salzburg am Salzburg Airport W. A. Mozart
- Manro Classic Auto Museum
- Museum Schwenningen
- Militärhistorisches Museum der Bundeswehr in Dresden
- Technik-Museum Speyer in Speyer
- Pima Air & Space Museum in Tucson, Arizona, USA
- Fliegerhorstmuseum Leipheim